# John MacRae Washington
John MacRae Washington (* 1797 im Stafford County, Virginia; † 1853 im Pazifischen Ozean) war ein US-amerikanischer Offizier und von 1848 bis 1849 Militärgouverneur des New-Mexico-Territoriums.

## Militärischer Aufstieg
John Washington absolvierte im Jahr 1817 die US-Militärakademie in West Point. Danach wurde er der Artillerie zugewiesen. Im Laufe der folgenden Jahre kämpfte er in den Seminolenkriegen in Florida. In den Jahren 1838 und 1839 war er im Stab von General Winfield Scott während dessen Kampagne zur Umsiedlung der Cherokeeindianer.

## Washington im Krieg gegen Mexiko
Während des Mexikanisch-Amerikanischen Krieges wurde Washington zum Brevet-Oberstleutnant befördert. In der Schlacht von Buena Vista kommandierte er eine Artillerieeinheit, die den amerikanischen rechten Flügel sicherte. Danach wurde er für kurze Zeit Militärgouverneur in Saltillo. Anschließend war er bei den amerikanischen Besatzungstruppen in Mexiko Leiter der Artillerieeinheiten. Zwischen Oktober 1848 und Oktober 1849 war er sowohl Militär- als auch Zivilgouverneur im späteren New-Mexico-Territorium.
John Washington starb im Jahr 1853, als er während einer Schiffsreise zur Pazifikküste von einem Sturm über Bord geworfen wurde und ertrank.